# Парада-де-Рубіалес
Парада-де-Рубіалес (ісп. Parada de Rubiales) — муніципалітет в Іспанії, у складі автономної спільноти Кастилія-і-Леон, у провінції Саламанка. Населення — 319 осіб (2010).
Муніципалітет розташований на відстані близько 170 км на північний захід від Мадрида, 27 км на північний схід від Саламанки.

## Демографія
Динаміка населення (INE ):